# راتناسیری ویکرمانایکه
راتناسیری ویکرمانایکه (سینهالی: රත්නසිරි වික්‍රමනායක؛ زادهٔ ۵ مهٔ ۱۹۳۳ – درگذشته ۲۷ دسامبر ۲۰۱۶) یک سیاست‌مدار اهل سری‌لانکا بود که دو دوره نخست‌وزیر این کشور بود. راتناسیری ویکرمانایکه در ۲۷ دسامبر ۲۰۱۶ در سن ۸۳ سالگی درگذشت.